# Паркер, Питер, 1-й баронет
Пи́тер Па́ркер, 1-й баронет (1721—1811) — британский моряк, офицер, впоследствии Адмирал флота, также депутат Парламента.
Родился в 1721 году, предположительно в Ирландии. Точная дата поступления на флот неизвестна. В 1743 году произведен в лейтенанты. В 1747 году стал полным капитаном.
Участвовал в Семилетней войне. С 1761 года командовал HMS Buckingham, прикрывал высадку на остров Бель-Иль. По окончании войны уволен в резерв, 10 лет не служил. Жалован рыцарством в 1772 году. В 1773 году вернулся к службе.
Участвовал в войне за независимость США. В мае 1776 года был произведён в коммодоры, в июне командовал от флота (флагман HMS Bristol) в совместной с Клинтоном неудачной экспедиции против Чарльстона, во время которой был контужен. Затем в сентябре служил под командованием лорда Хау при штурме Нью-Йорка и в октябре, опять с Клинтоном, при оккупации Род-Айленда. В апреле 1777 года был произведён в контр-адмиралы и стал заместителем лорда Хау на Североамериканской станции. В 1778 году назначен главнокомандующим на Ямайке, тогда же покровительствовал лейтенанту Нельсону, с которым сохранил дружбу и в дальнейшем. В 1779 году был произведён в вице-адмиралы. В 1782 году вернулся в Англию.
По окончании войны, в 1783 году, жалован баронетом. В 1787 году стал полным адмиралом. Был членом Парламента от Сифорда, позже от Молдона (Эссекс).
Во время Французских революционных войн с 1793 по 1799 год был главнокомандующим в Портсмуте, после чего сменил лорда Хау в качестве адмирала флота.
В 1806 году был главным плакальщиком на похоронах Нельсона. Умер в Лондоне 21 декабря 1811 года. После него остались несколько детей, в том числе Кристофер, будущий вице-адмирал, и Питер, унаследовавший баронетство.